# برومات الكالسيوم
برومات الكالسيوم مركب كيميائي يتكون من عناصر البروم والأكسجين والكالسيوم، صيغته Ca(BrO3)2، ويوجد على شكل صلب بلوري أبيض اللون.
يوجد المركب عادةً على شكل أحادي هيدرات Ca(BrO3)2•H2O.

## التحضير
يحضر المركب من إذابة كربونات الكالسيوم في حمض البروميك:
{\displaystyle \mathrm {CaCO_{3}+2\ HBrO_{3}\longrightarrow Ca(BrO_{3})_{2}+H_{2}O+CO_{2}\uparrow } }
كما يمكن الانطلاق من هيدروكسيد الكالسيوم:
{\displaystyle \mathrm {Ca(OH)_{2}+2\ HBrO_{3}\longrightarrow Ca(BrO_{3})_{2}+2\ H_{2}O} }

## الخواص
يوجد المركب في الشروط القياسية على شكل بلورات بيضاء أحادية الميل، ذات انحلالية جيدة في الماء.
عند التسحين إلى درجات حرارة بين 130 - 150 °س يفقد برومات الكالسيوم ماء التبلور، وعند درجات حرارة بين 270-300 °س يتفكك المركب إلى بروميد الكالسيوم:
{\displaystyle \mathrm {Ca(BrO_{3})_{2}\longrightarrow CaBr_{2}+3\ O_{2}\uparrow } }

## الاستخدامات
يستخدم برومات الكالسيوم في بعض البلدان ضمن المضافات الغذائية، ويحمل رقم إي E924b.